# Etowah (Tennessee)
Etowah è un comune degli Stati Uniti d'America, situato nello Stato del Tennessee, nella Contea di McMinn.